# Anu Kaljurand
Anu Kaljurand, née le 16 avril 1969 à Tallinn, est une athlète soviétique devenue estonienne, spécialiste du saut en longueur, des haies et des épreuves combinées.
Elle concourt en tant qu’Estonienne lors de l’heptathlon des Jeux olympiques de 1992 à Barcelone.

## Palmarès
| Date | Compétition                   | Lieu      | Résultat | Épreuve    | Performance  |
| ---- | ----------------------------- | --------- | -------- | ---------- | ------------ |
| 1986 | Championnats du monde juniors | Athènes   | 2e       | Longueur   | 6,46 m       |
| 1988 | Championnats du monde juniors | Sudbury   | 2e       | Longueur   | 6,78 m       |
| 1992 | Jeux olympiques d'été         | Barcelone | 17e      | Heptathlon | 6 095 points |